# Oskari Mörö
Santtu Oskari Mörö (* 31. ledna 1993 Lohja, Finsko) je finský běžec, jehož hlavní disciplínou je běh na 400 metrů překážek. Reprezentuje sportovní klub Esbo IF. Dříve soutěžil za sportovní klub mládeže Western Uudenmaan Urheilijat. Jeho trenérem je Atte Pettinen, před ním byl jeho trenérem Jukka Heinänen.

## Kariéra
Ve finských atletických mistrovstvích vyhrál zlatou medaili v běhu na 400 m překážek v Lahti v roce 2012, Kuopiu 2014, Pori 2015 a Seinäjoki v roce 2017, stříbrnou medaili v roce 2016 v Oulu. Na Mistrovství Evropy v atletice 2016 v Amsterdamu dosáhl svého nejlepšího výkonu v semifinále časem 49,37 sekundy a ve finále se sice 4. místem, ale časem 49,24 sekundy kvalifikoval na letní olympijské hry v Rio de Janeiro, kde sice v rozbězích vytvořil nový finský rekord 49.04 sekundy, ale nakonec skončil v semifinále časem 49,75 sekundy.

## Soutěžní výkony
| Rok  | Soutěž                                | Místo                    | Umístění | Závod                     | Čas     |
| 2010 | Olympijské hry mládeže                | Singapur                 | 3        | běh na 400 metrů překážek | 52,70   |
| 2011 | Mistrovství Evropy juniorů v atletice | Tallinn Estonsko         | 7        | běh na 400 metrů překážek | 51,06   |
| 2012 | Mistrovství světa juniorů v atletice  | Barcelona, Španělsko     | 6        | běh na 400 metrů překážek | 50,80   |
| 2012 | Mistrovství Evropy                    | Helsinky, Finsko         | 26       | běh na 400 metrů překážek | 51,59   |
| 2012 | Mistrovství Evropy                    | Helsinky, Finsko         | 12       | běh na 4 x 400 m          | 3:10:26 |
| 2014 | Mistrovství Evropy                    | Curych, Švýcarsko        | 8        | běh na 400 metrů překážek | 50,14   |
| 2015 | Mistrovství Evropy                    | Tallinn, Estonsko        | 6        | běh na 400 metrů překážek | 50,27   |
| 2016 | Mistrovství Evropy                    | Amsterdam, Holandsko     | 4        | běh na 400 metrů překážek | 49,24   |
| 2016 | Letní olympijské hry 2016             | Rio de Janeiro, Brazílie | 20       | běh na 400 metrů překážek | 49,75   |
| 2017 | Univerziáda                           | Tchaj-pej, Tchaj-wan     | 15       | běh na 400 metrů překážek | 51,04   |
| 2017 | Univerziáda                           | Tchaj-pej, Tchaj-wan     | 7        | běh na 4 x 100 m          | 40,37   |
| ---- | ------------------------------------- | ------------------------ | -------- | ------------------------- | ------- |